# Battaglia di Bergendal
La battaglia di Bergendal avvenne il 27 agosto 1900 nel corso della seconda guerra boera tra le truppe del corpo di spedizione britannico del feldmaresciallo Frederick Roberts e i commando boeri guidati dal generale Louis Botha.
La battaglia segnò la fine della fase della guerra caratterizzata dalla grande avanzata britannica nel territorio delle due Repubbliche boere e fu l'ultimo grande scontro convenzionale del conflitto. Le truppe britanniche, guidate sul campo dal generale Redvers Buller, riuscirono a conquistare con un assalto di fanteria le posizioni dei boeri, che furono costretti alla ritirata dopo aver subito rilevanti perdite. Dopo la battaglia le forze del generale Botha si dispersero e i britannici poterono completare l'occupazione del Transvaal orientale, raggiungendo la frontiera con il Mozambico.

## Antefatti
L'esercito britannico guidato da Lord Roberst stava avanzando verso Pretoria seguendo i binari della ferrovia, lungo la strada era situata la città di Machadodorp, sede di importanti uffici del governo della Repubblica del Sudafrica proclamata dai boeri.
Lungo la marcia si imbatterono nella Zuid Afrikaansche Republiek Politie stabilita presso la collina di Bergendal.
Roberts lasciò la direzione tattica della battaglia a Buller. Il piano britannico consisteva di far eseguire alla cavalleria guidata da John French un attacco sul fianco, nella parte nord delle truppe nemiche. Nel frattempo Neville Lyttelton avrebbe sferrato un'offensiva frontale.

## Battaglia
Nei giorni precedenti la battaglia ci furono diverse schermaglie minori. La battaglia vera e propria iniziò il 27 agosto, quando dopo un intenso bombardamento di artiglieria 1 500 uomini provenienti dal secondo battaglione della Rifle Brigade, dai fucilieri Inniskillings, dal Reggimento Devonshire e dai Gordon Highlanders attaccarono una posizione sul fianco difesa da 74 boeri di Johannesburg appartenenti alla ZARP. Nonostante la tenace difesa dei boeri la posizione cadde abbastanza rapidamente, i boeri riuscirono a recuperare alcuni feriti e ad avvisare le retroguardie che i britannici stavano per prendere l'intero campo base. I boeri a quel punto si diedero alla ritirata.

## Epilogo
Durante la battaglia i rappresentanti del governo boero furono costretti ad abbandonare Machadodorp, stabilendosi a Nelspruit. Il 28 agosto Buller entrò nella città con le truppe e ne prese possesso, il 1º settembre Roberts proclamò che l'intera Repubblica del Transvaal era diventata territorio britannico.
Nonostante il proclama di Roberts la guerra non terminò. Botha aveva perso la battaglia, ma era riuscito a tirare fuori i suoi uomini dal campo quasi senza subire perdite. L'esercito di Botha si disperse in diversi drappelli che dietro consiglio dello stesso Botha si dedicarono alla guerriglia, prolungando il conflitto ancora per due anni.